# Le Creusot
Le Creusot è un comune francese di 23 278 abitanti situato nel dipartimento della Saona e Loira nella regione della Borgogna-Franca Contea.
La cittadina ospita un castello (Château de la Verrerie), l'Università della Borgogna ed un impianto della Snecma, dove vengono prodotti motori aeronautici.

## Storia
Sorta attorno alla fonderia Schneider, porta evidenti i segni del suo passato industriale sia nell'architettura della case costruite per ospitare gli operai e le loro famiglie, sia in quello che è il simbolo della città: "Le Pilon", un maglio a vapore costruito nella seconda metà del XIX secolo che fa mostra di sé, come monumento, all'ingresso della città dal 20 settembre 1969.

### Simboli
Lo stemma è stato adottato dal comune il 21 dicembre 1950.
L'industria metallurgica è rappresentata dalla sagoma stilizzata del primo maglio a vapore inventato nel 1840 e divenuto simbolo della città.
L'ancora era un tempo l'emblema della corporazione dei maestri fabbri e fonditori e ricorda anche la Fonderie Royale de la Marine, creata nel 1786.
I gigli comparivano un tempo su tutti i documenti ufficiali di Le Creusot, sui sigilli della Fonderia reale, delle miniere di Montcenis, e come marchio della Fabbrica di cristalli della Regina (Manufacture Royale des Cristaux et Émaux de la Reine Marie-Antoinette).
Le vecchie lampade da minatore ricordano l'attività di estrazione del carbone, iniziata alla fine del XV secolo.
Il motto latino Fac Ferrum, fer spem si può tradurre "Lavora il ferro, porta la speranza".

## Società

### Evoluzione demografica
Abitanti censiti

## Amministrazione

### Cantoni
Fino al 2014 il territorio comunale della città di Le creusot era ripartito in due cantoni:
- Cantone di Le Creusot-Est
- Cantone di Le Creusot-Ovest

A seguito della riforma approvata con decreto del 18 febbraio 2014, che ha avuto attuazione dopo le elezioni dipartimentali del 2015, il territorio comunale della città di Le creusot è stato ripartito in due nuovi cantoni:
- Cantone di Le Creusot-1: comprende parte della città di Le Creusot e i comuni di Montcenis e Torcy
- Cantone di Le Creusot-2: comprende parte della città di Le Creusot e i comuni di Le Breuil, Saint-Firmin, Saint-Pierre-de-Varennes e Saint-Sernin-du-Bois

### Gemellaggi
- Blieskastel
- Bor (Serbia)
- Majdanpek
- Rumia